# 62. Nemzetközi Matematikai Diákolimpia
A 62. Nemzetközi Matematikai Diákolimpiát (IMO 2021) 2021. július 14. és 24. között rendezték meg online formában, a hivatalos szervező ország Oroszország volt. A világ legrangosabb középiskolai matematikaversenyének 62. kiadásán 107 ország 619 diákja vett részt. Az eseményt eredetileg Szentpéterváron tartották volna meg, de a COVID–19 világjárvány miatt végül minden résztvevő ország saját helyszínéről kapcsolódott be a megmérettetésbe.
A verseny lebonyolítása az előző, 2020-as olimpiához hasonlóan szigorú biztonsági és megfigyelési szabályok mellett zajlott, az egyes csapatok saját országukban felügyelt körülmények között oldották meg a feladatokat.

## Országok eredményei pont szerint
A következő táblázat az IMO 2021 hivatalos országos eredményeit mutatja a csapat összpontszáma alapján (6 versenyző teljesítményének összege, maximum 252 pont).
| Helyezés | Ország             | Csapattagok száma | Összpontszám |
| -------- | ------------------ | ----------------- | ------------ |
| 1        | Kína               | 6                 | 208          |
| 2        | Oroszország        | 6                 | 183          |
| 3        | Dél-Korea          | 6                 | 172          |
| 4        | Egyesült Államok   | 6                 | 165          |
| 5        | Kanada             | 6                 | 151          |
| 6        | Ukrajna            | 6                 | 149          |
| 7        | Izrael             | 6                 | 139          |
| 8        | Olaszország        | 6                 | 139          |
| 9        | Tajvan             | 6                 | 131          |
| 10       | Egyesült Királyság | 6                 | 131          |
| 11       | Mongólia           | 6                 | 130          |
| 12       | Németország        | 6                 | 129          |
| 13       | Lengyelország      | 6                 | 126          |
| 14       | Vietnám            | 6                 | 125          |
| 15       | Szingapúr          | 6                 | 123          |
| 16       | Csehország         | 6                 | 121          |
| 16       | Thaiföld           | 6                 | 121          |
| 18       | Ausztrália         | 6                 | 120          |
| 18       | Bulgária           | 6                 | 120          |
| 20       | Kazahsztán         | 6                 | 117          |

## Magyar eredmények
A magyar csapat a versenyen a 32. helyen végzett 158 ponttal. A csapat minden tagja érmet szerzett: két ezüst- és négy bronzérmet.
| Versenyző neve      | Iskola                             | Évfolyam | Eredmény  | Pontszám |
| ------------------- | ---------------------------------- | -------- | --------- | -------- |
| Várkonyi Zsombor    | Budapesti Fazekas Mihály Gimnázium | 12.      | ezüstérem | 22       |
| Füredi Erik         | Budapesti Fazekas Mihály Gimnázium | 12.      | bronzérem | 18       |
| Kovács Tamás        | Budapesti Fazekas Mihály Gimnázium | 11.      | bronzérem | 18       |
| Szabó Kornél György | Budapesti Fazekas Mihály Gimnázium | 12.      | bronzérem | 16       |
| Fleiner Zsigmond    | Budapesti Fazekas Mihály Gimnázium | 11.      | bronzérem | 14       |
| Velich Nóra Zoé     | Budapesti Fazekas Mihály Gimnázium | 12.      | bronzérem | 13       |

A csapat vezetője Frenkel Péter, helyettes vezetője Dobos Sándor volt.